# 947 Monterosa
Monterosa (asteroide 947) é um asteroide da cintura principal com um diâmetro de 26,9 quilómetros, a 2,0625217 UA. Possui uma excentricidade de 0,2503583 e um período orbital de 1 666,92 dias (4,56 anos).
Monterosa tem uma velocidade orbital média de 17,9564443 km/s e uma inclinação de 6,70678º.
Esse asteroide foi descoberto em 8 de Fevereiro de 1921 por Arnold Schwassmann.